# Sucholutschtschja
Sucholutschtschja (ukrainisch Сухолуччя; russisch Сухолучье Sucholutschje) ist ein Dorf am Ufer des Kiewer Meers in der ukrainischen Oblast Kiew mit etwa 400 Einwohnern (2001).
Das erstmals 1637 schriftlich erwähnte Dorf liegt auf einer Höhe von 110 m am rechten (westlichen) Ufer des zum Kiewer Meer angestauten Dnepr, 50 km nördlich vom Rajonzentrum Wyschhorod und 67 km nördlich vom Oblastzentrum Kiew.
Beim Dorf befindet sich das 1967 vom Ersten Sekretär des Zentralkomitees der Kommunistischen Partei der Ukraine Wolodymyr Schtscherbyzkyj ausgewählte, 30.000 Hektar große Jagdrevier Sucholutschtschja, das früher exklusiv von der ehemaligen sowjetischen Parteielite und später vom ukrainischen Präsidenten Wiktor Janukowytsch genutzt wurde. Seit 2014 ist es als Dnepr-Teteriwske-Staatsforst (Дніпровсько-Тетерівське державне лісомисливське господарство) zugänglich und heute auf einer kleinen Fläche touristisch genutzt.

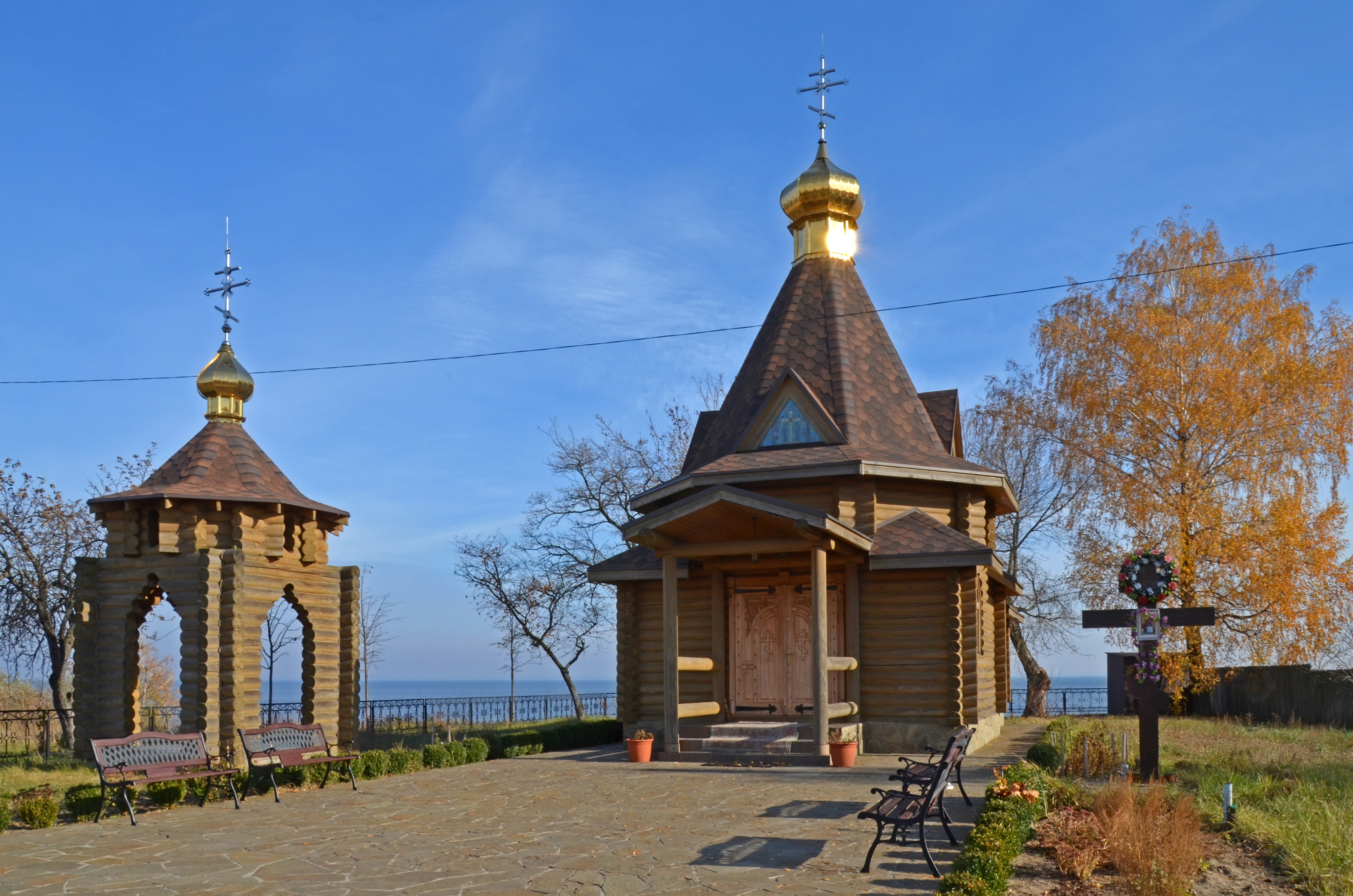
Kirche zu Ehren der Ikone der Gottesmutter von Kasan am Ufer des Kiewer Meers
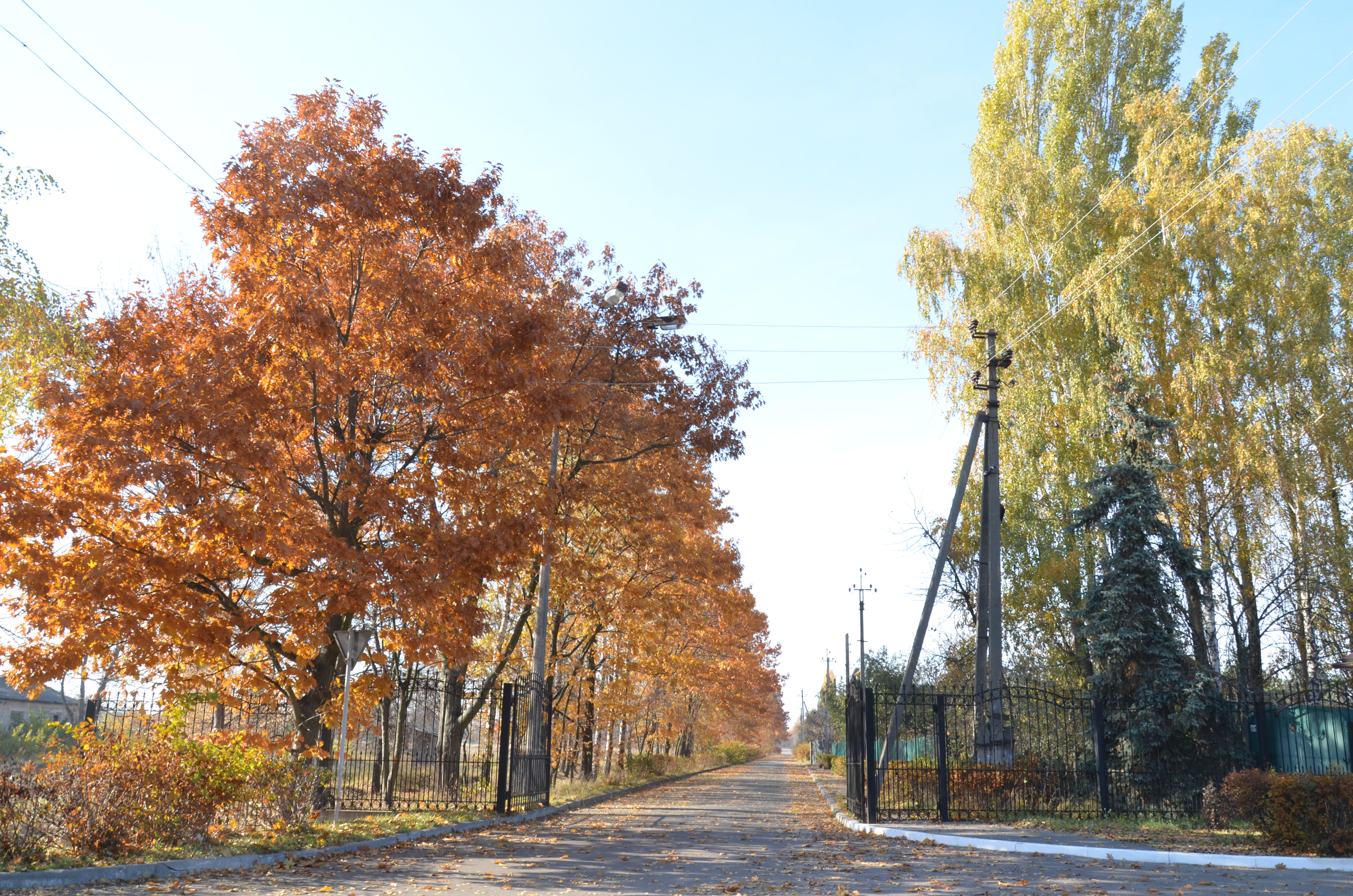
Zufahrt zum Dnepr-Teteriwske-Staatsforst
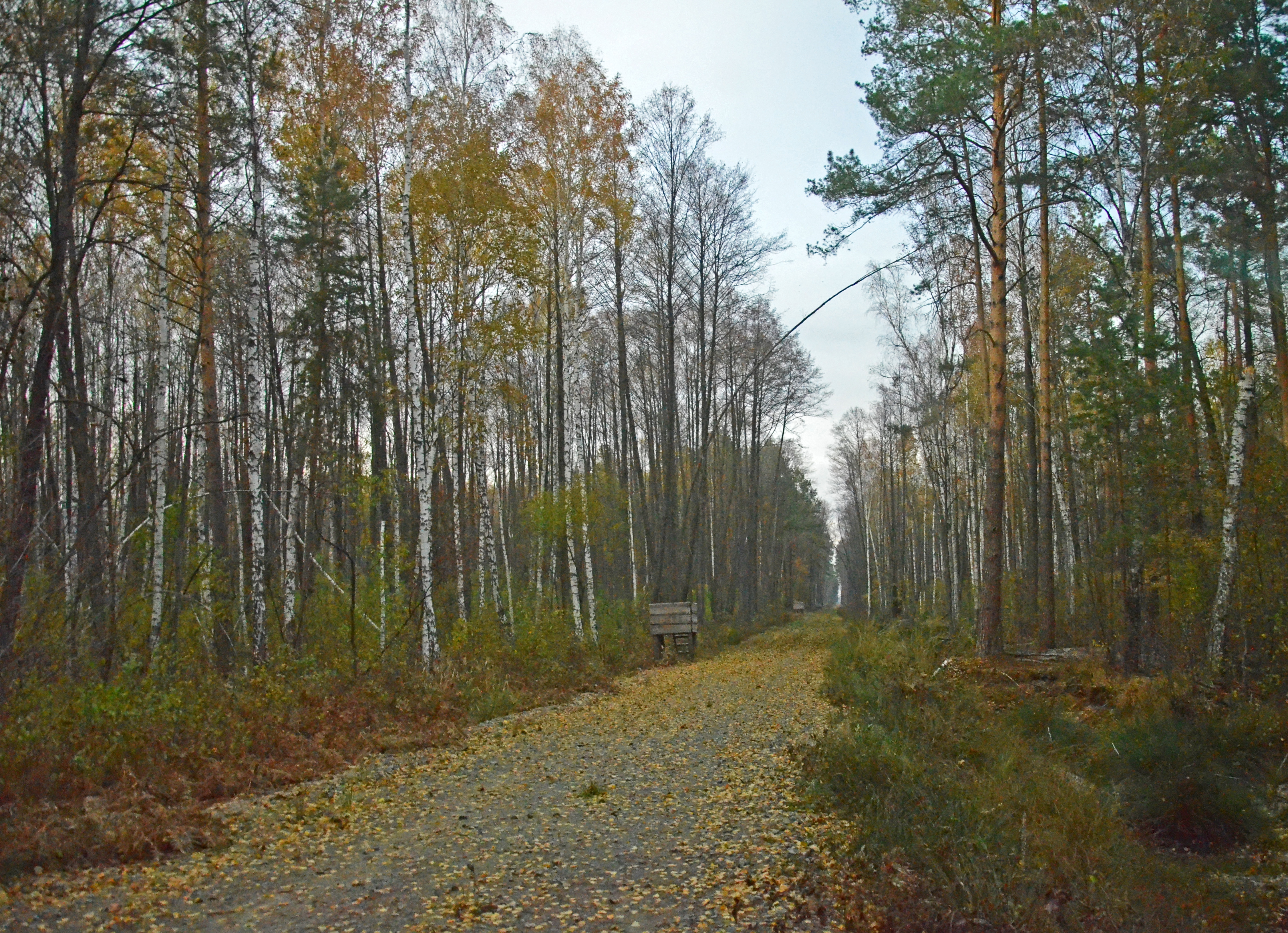
Jagdrevier Sucholutschtschja

Am 12. Juni 2020 wurde das Dorf ein Teil der neugegründeten Siedlungsgemeinde Dymer, bis dahin bildete es die gleichnamige Landratsgemeinde Sucholutschtschja (Сухолуцька сільська рада/Sucholuzka silska rada) im Norden des Rajons Wyschhorod.